# GRiD Compass 1100

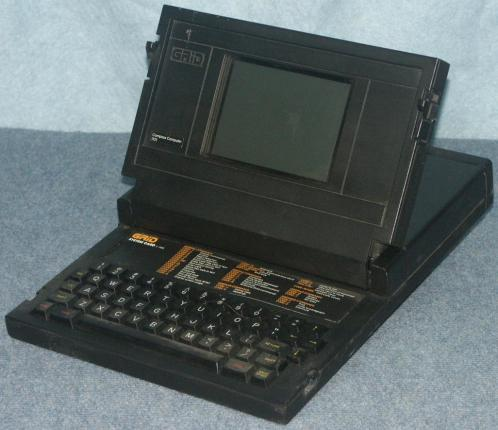
GRiD Compass 1101

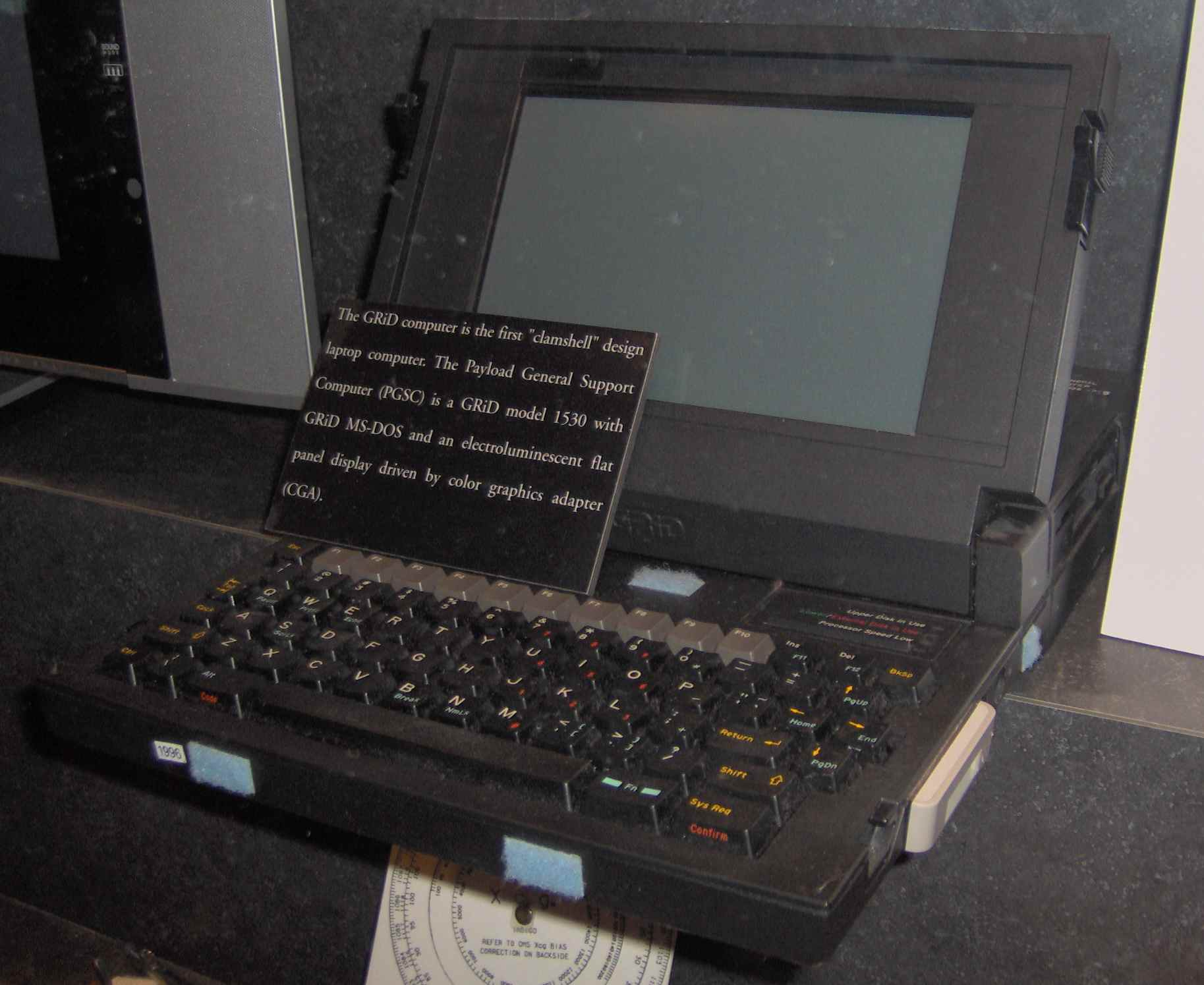
Ein GRiDCASE 1530 in einer Ausstellung im U.S. Space & Rocket Center in Huntsville (Alabama)

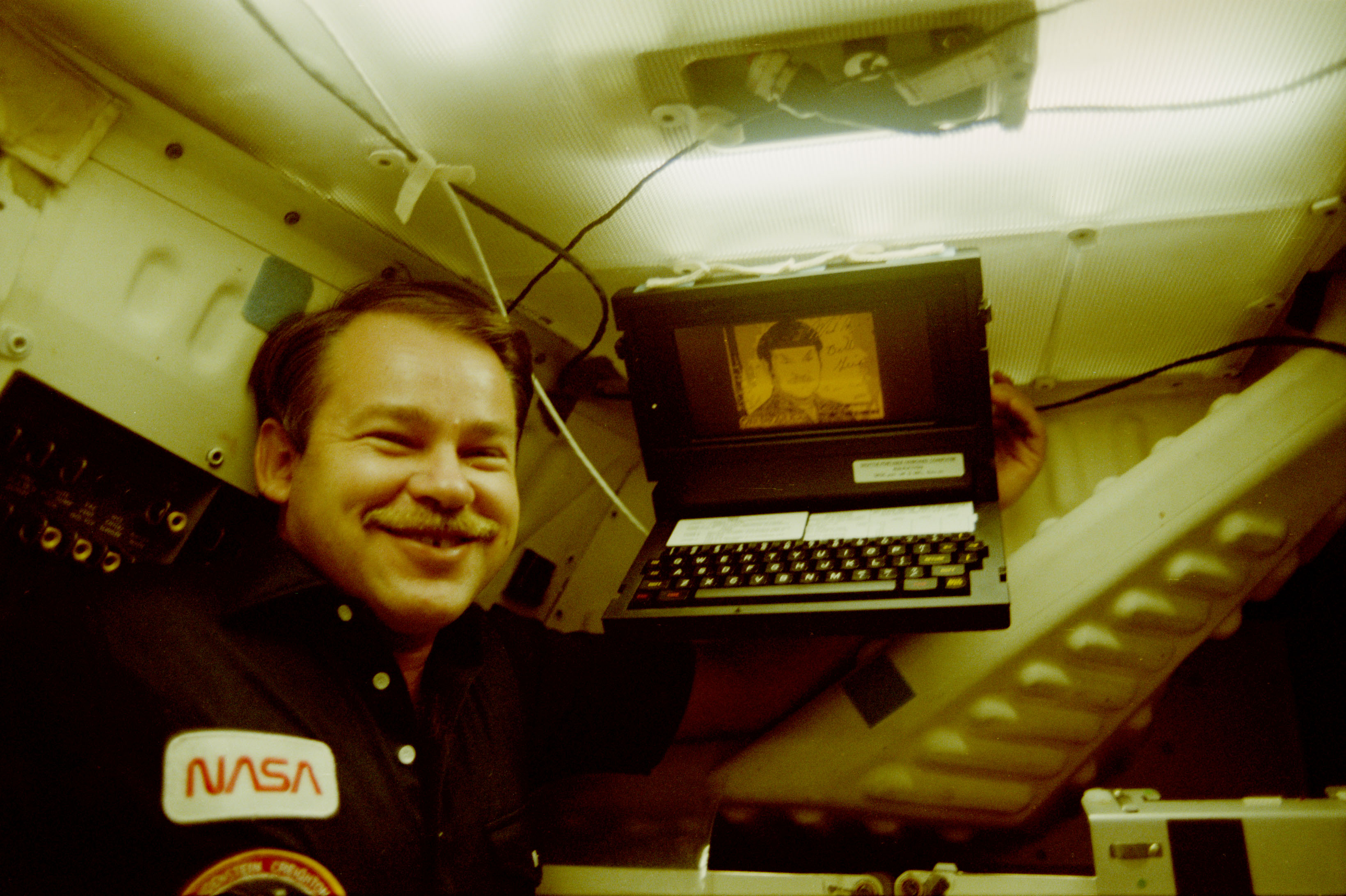
Astronaut John Creighton mit einem GRiD Compass hinter sich, an Bord des Space Shuttle Discovery, STS-51-G-Mission im Jahr 1985. Es zeigt Mr. Spock in Star Trek.

Der GRiD Compass 1100 war der vermutlich erste als Notebook zu bezeichnende Computer und wurde im April 1982 in den Markt eingeführt.
Der Computer wurde vom britischen Industrie-Designer Bill Moggridge 1979 entworfen. Hierfür wurde er am 9. November 2010 mit dem Prince Philip Designers Prize ausgezeichnet. Das Gehäuse bestand aus einer Magnesium-Legierung. Hinzu kamen Designmerkmale, die heute noch in modernen tragbaren Rechnern zu finden sind; wie etwa die schlichte, schwarze Außenhülle mit den abgerundeten Ecken.
Der Computer beinhaltete einen Intel 8086-Prozessor, ein 320×240-Pixel-Elektrolumiszenz-Display (nicht CGA), 340 Kilobyte Magnetblasenspeicher und ein 1200 bit/s Modem. Geräte wie Festplatten und Floppy-Laufwerke konnten über ein IEEE488-I/O-Interface (auch bekannt als GPIB oder General Purpose Instrumentation Bus) angeschlossen werden. Das Gerät wog 5 kg.
Der Grid Compass lief unter GRiD-OS, einem speziellen Betriebssystem. Dieses und der hohe Preis von 8.000 – 10.000 $US limitierte seine Absatzzahlen und Anwendungszwecke. Behörden und staatliche Stellen waren die Hauptabnehmer. Die NASA nutzte ihn in den frühen 80er Jahren insbesondere aufgrund seiner für damalige Verhältnisse hohen Leistung und seines geringen Gewichts. Die militärischen Spezialeinheiten erwarben den Rechner, um ihn bei Fallschirmjägern im Kampfeinsatz mitzuführen.
Zusammen mit dem Gavilan SC und Sharp PC-5000, die im folgenden Jahr herauskamen, hat der GRiD Compass viel zum Grunddesign kommender Laptop-Generationen beigetragen – auch wenn das Laptop-Konzept viele Elemente aus dem Dynabook-Projekt übernahm, welches in den späten 1960ern von Xerox PARC entwickelt wurde. Der Hersteller des Compass 1100, GRiD Systems Corporation, wurde 1988 von der Tandy Corporation, die heute als RadioShack firmiert, aufgekauft.
Eine bekanntere frühe Form des tragbaren Computers ist der Osborne 1, der aufgrund seines CP/M-Betriebssystems weitere Verbreitung fand, obwohl sein Aussehen und seine Größe dem GRiD Compass nachstanden.